# Baia di Ranvik
La baia di Ranvik è una baia larga circa 28 km situata sulla costa di Ingrid Christensen, nella Terra della Principessa Elisabetta, in Antartide. La baia fa parte della costa sud-orientale della baia di Prydz ed è situata a sud delle isole Rauer; in essa si gettano diversi ghiacciai, tra cui l'omonimo ghiacciaio Ranvik e il ghiacciaio Caos.

## Storia
La baia fu scoperta ed esplorata nel febbraio 1935 dalla baleniera norvegese Thorshavn, comandata dal capitano Klarius Mikkelsen e di proprietà dell'armatore norvegese Lars Christensen, e fu così battezzata proprio in onore della tenuta di Christensen, situata sulla costa di una baia norvegese chiamata Ranvik.